# Ronaldo Bôscoli
Ronaldo Fernando Esquerdo e Bôscoli (Rio de Janeiro, 28 de outubro de 1928 — Rio de Janeiro, 18 de novembro de 1994) foi um compositor, produtor musical e jornalista brasileiro.

## Biografia
Nascido na afamada família Bôscoli de artistas, é sobrinho-bisneto da compositora Chiquinha Gonzaga e primo do ator Jardel Filho e de Bibi Ferreira. Teve como primeira profissão, em 1951, o trabalho em um jornal, Diário da Noite, como jornalista esportivo, período limitado à juventude. Na mesma época iniciou amizade com Vinicius de Moraes, que já havia jogado o seu charme para sua irmã, Lila, com quem se casaria tempos depois.
Amigo de vários músicos e artistas e disposto a trocar as redações pela noite carioca. Em 1957, escreveu sua primeira letra, "Sente", musicada por Chico Feitosa e interpretada por Norma Benguell no mesmo ano. Nesta época, reunia-se no apartamento de Nara Leão, de quem era namorado. Em 1961, traiu Nara com a cantora Maysa Monjardim, ex-Matarazzo. Nara não perdoou o namorado nem a amiga e se afastou dos dois.
Compunha com outros artistas as canções que ficariam conhecidas como estilo bossa nova. Um dos grandes nomes do movimento, compôs, com Roberto Menescal, as célebres "O Barquinho", "Nós e o Mar", "Telefone" e "Balançamba". Escreveu com Carlos Lyra duas canções – "Lobo Bobo" e "Saudade Fez Um Samba" – para o histórico disco "Chega de Saudade", de João Gilberto, lançado em 1959.
Com Luís Carlos Miele, que conheceu em 1959, produziu diversos espetáculos, entre eles o primeiro pocket-show (expressão criada por ele), apresentado no Little Club: Odete Lara com Sergio Mendes e Conjunto. Organizou e dirigiu dezenas de shows em boates no lendário Beco das Garrafas, onde ganhou o apelido de "O Véio", não só por ser mais velho do que a turma de artistas, mas pelo jeito ranzinza e reacionário.
Ainda ao lado de Miele, trabalhou como produtor musical durante 24 anos, tendo produzido os espetáculos de Roberto Carlos, e na Rede Globo originando programas como "Brasil Pandeiro" (com Beth Faria), "Alerta Geral" (com Alcione) e "Brasil 78 e 79" (com Bibi Ferreira).
Participou do programa televisivo de "O Fino da Bossa", apresentado por Elis Regina e Jair Rodrigues. Casou-se com Elis Regina em 5 de dezembro de 1967, numa mansão de estilo colonial mexicano que o casal construiu na avenida Niemeyer.
É pai do produtor musical João Marcelo Bôscoli, filho que teve com Elis Regina e de Mariana Bôscoli, modelo.
Na década de 1980, seguiu escrevendo programas para a TV Globo e produzindo o show anual de Roberto Carlos, mas deixou de ter a mesma influência no cenário musical.
Lutou contra o câncer de próstata até morrer, em 1994.

## Prêmios e indicações

### Troféu APCA
| Ano  | Categoria             | Indicação       | Resultado |
| ---- | --------------------- | --------------- | --------- |
| 1973 | Melhor Produtor de TV | Miele & Bôscoli | Venceu    |